# Petru Pelivan
Petru Pelivan (25 de febrero de 2000) es un deportista moldavo que compite en judo. Ganó una medalla de bronce en el Campeonato Europeo de Judo de 2023, en la categoría de –73 kg.

## Palmarés internacional
| Campeonato Europeo | Campeonato Europeo    | Campeonato Europeo | Campeonato Europeo |
| Año                | Lugar                 | Medalla            | Categoría          |
| ------------------ | --------------------- | ------------------ | ------------------ |
| 2023               | Montpellier (Francia) | Medalla de bronce  | –73 kg             |